# Epibaion
Epibaion est un genre de traces fossiles découvertes dans l'Édiacarien résultant de l'activité en fond de mer d’animaux appartenant à l'embranchement éteint des proarticulés, il y a environ entre 575 et 540 Ma (millions d'années). 

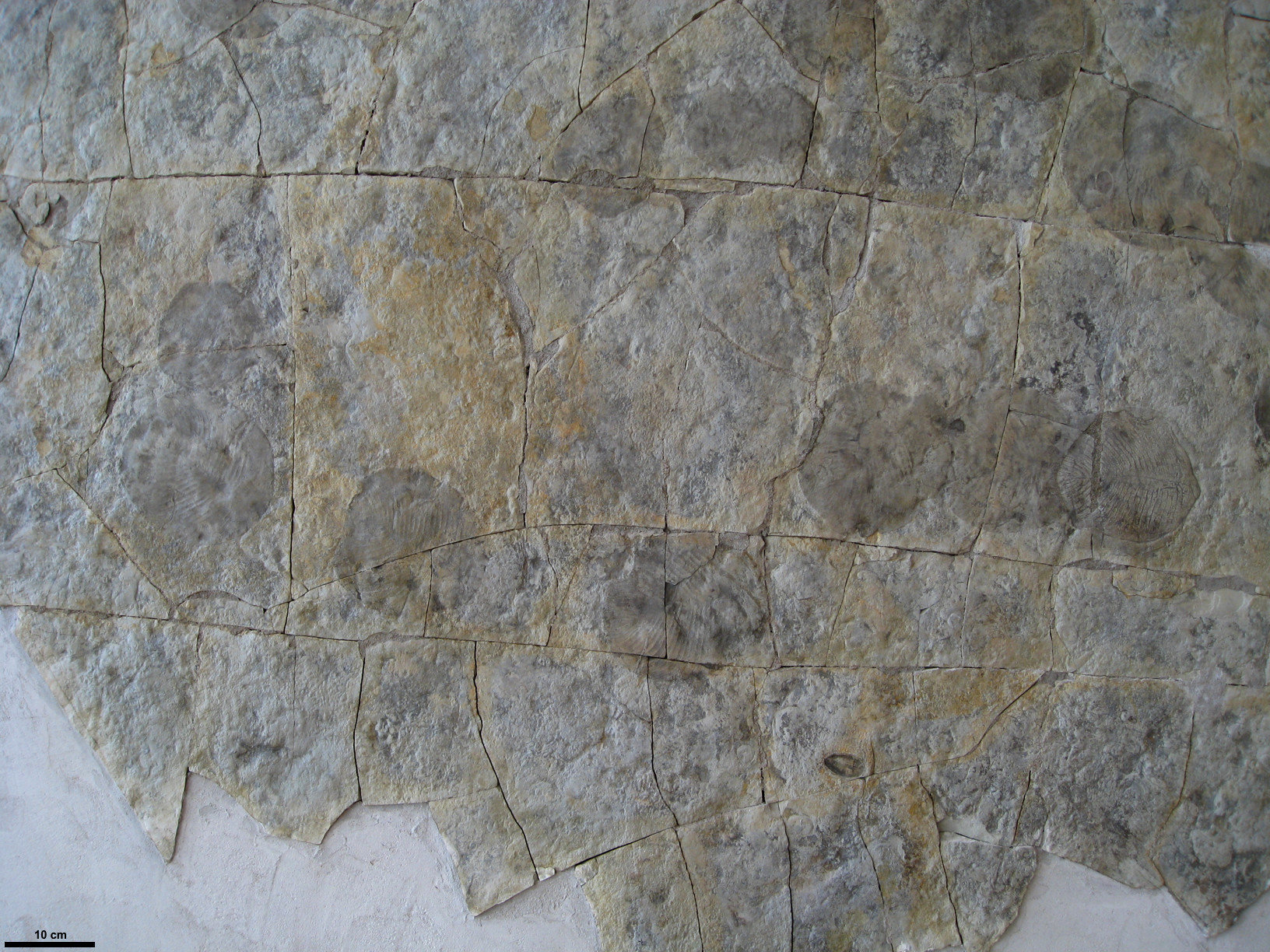
Epibaion waggoneris
Chaîne de traces et d'empreintes de Yorgia waggoneri avec, à droite, le corps fossilisé de l'animal qui a créé ces traces.

Ces traces et empreintes de corps sont fréquemment organisées en chaîne faisant penser à des traces successives, parfois en partie superposées, de « broutage » ou de fouissage superficiel après un faible déplacement de l'animal. Quelques-unes de ces lignes de traces se terminent par le fossile de l'animal lui-même, ce qui a permis d'établir la relation entre le fossile et ses traces.
Ces traces ont principalement été étudiées par le paléoichnologue russe  A.Y. Ivantsov,,.
Il a ainsi établi les relations entre :
- le proarticulé Yorgia waggoneri et ses traces nommées Epibaion waggoneris ;
- le proarticulé Dickinsonia costata et ses traces nommées Epibaion costatus ;
- cependant le type de l'ichnogenre, Epibaion axiferus, n'a pas encore pu être corrélé avec son animal.

Par ailleurs, A. Y. Ivantsov considère également que l'ichnogenre de l'Édiacarien d'Australie Phyllozoon serait aussi une trace d'activité d'un proarticulé.